# Sääjärvi
Sääjärvi är en sjö i Finland. Den ligger i kommunen Janakkala i landskapet Egentliga Tavastland, i den södra delen av landet, 90 km norr om huvudstaden Helsingfors. Sääjärvi ligger 99,7 meter över havet. Arean är 1,81 kvadratkilometer och strandlinjen är 13,42 kilometer lång. Sjön  ingår i Kumo älvs huvudavrinningsområde.   I omgivningarna runt Sääjärvi växer i huvudsak blandskog.
I övrigt finns följande i Sääjärvi:
- Papinsaari (en ö)